# Парисис Панос
Парисис Апостолу Панос (на гръцки: Παρίσης Αποστόλου Πόνος) е гръцки лекар и революционер, деец на Гръцката въоръжена пропаганда в Македония в началото на XX век.

## Биография
Роден е през 1887 година в сярското дарнашко гръцко село Довища (днес Емануил Папас), тогава в Османската империя. Завършва Сярското гръцко педагогическо училище в 1905 година и е назначен за гръцки учител в драмското село Криводол. Селото е арена на тежък сблъсък между българския революционен комитет и гръцкия - много гъркомани, главно членове на семейство Комбоки са убити. В Криводол Панос си сътрудничи тясно с митрополит Хрисостом Драмски. Неуспешен опит за убийството му от българи го кара да бяга в Калирахи на Тасос. В Криводол го замества Коцос Димитриадис, бивш учител в селото.
На Тасос Панос работи като агент на гръцкото консулство в Кавала под прикритието на учител по гимнастика в гръцкото училище. Стилианос Мавромихалис, гръцкият военноморски офицер, който координира въоръжената пропаганда в Кавала, влиза в контакт с Панос. Османските власти, след жалби на българи, го арестуват и го прехвърлят в затвора Еди куле в Солун. По-късно Панос е заточен в Александрета в Мала Азия.
В 1908 година с Младотурската революция политическите затворници са амнистирани и Панос заминава за Атина, където се записва като доброволец в армията и в същото време се записва в Медицинския факултет на Атинския университет. Като студент участва в Балканските войни, където се отличава. В 1914 година Панос завършва и постъпва на служба в армията. Служи като военен лекар в болницата в Сяр. В 1917 година, по време на Първата световна война, българските окупационни власти го арестуват заедно с брат му лекаря Панос Панос и ги изселват във вътрешността на България. През юли 1917 година двамата умира от трудности и мъчения.